# Тръстена
 Тази статия е за селото в Сърбия.  За хижата в Стара планина вижте Тръстена (хижа).  
Тръстена (на сръбски: Трстена или Trstena) е село в Югоизточна Сърбия, Пчински окръг, Град Враня, община Враня.

## География
Селото се намира в котловината Поляница, на няколко километра от границата с Косово. Отстои на 24,4 км северозападно от окръжния и общински център Враня, на 5,1 км югозападно от село Драгобужде, на 8,5 км южно от село Равни Дел и на североизток от косовското село Тръстена.

## История
По време на Първата световна война селото е във военновременните граници на Царство България, като административно е част от Вранска околия на Врански окръг.

## Население
Според преброяването на населението от 2011 г. селото има 42 жители.

### Етнически състав
Данните за етническия състав на населението са от преброяването през 2002 г.
- сърби – 63 жители (100%)